# Xã Lower Frankford, Quận Cumberland, Pennsylvania
Xã Lower Frankford (tiếng Anh: Lower Frankford Township) là một xã thuộc quận Cumberland, tiểu bang Pennsylvania, Hoa Kỳ. Năm 2010, dân số của xã này là 1.732 người.